# روجو
روجو (به ژاپنی: 老中 ろうじゅう Rōjū) به معنی تحت‌الفظی ریش سفید یک پست اداری بلندپایه در شوگون‌سالاری توکوگاوا در دوره ادو در ژاپن بود. این عبارت ممکن است به ریش سفید خاص یا شورای ریش سفیدان اشاره داشته باشد. در دوره دو شوگون نخست از شوگون‌سالاری، تنها دو روجو وجود داشت اما به تدریج تعداد آنها به ۵ نفر رسید و بعد از آن تعداد روجوها به چهار نفر کاهش یافت. روجوها از بین دایمیوهای فودای با قلمروهای بین ۲۵۰۰۰ یا ۵۰۰۰۰ ککو انتخاب و منصوب می‌شدند.

## وظایف
روجو مسئولیت‌های متعددی داشت که به وضوح در فرمان ۱۶۳۴ که دولت را سازماندهی مجدد کرد و تعدادی پست جدید ایجاد کرد، مشخص شده است:
1. روابط با امپراتور، دربار و شاهزاده-راهبان.
2. نظارت بر آن دایمیوهایی که زمین‌هایی به ارزش حداقل ۱۰٬۰۰۰ ککو را کنترل می‌کردند.
3. مدیریت اشکال اسناد رسمی در ارتباطات رسمی.
4. نظارت بر امور داخلی قلمرو شوگون.
5. سکه، کارهای عمومی و صاحب ملک کردن.
6. روابط دولتی و نظارت بر صومعه‌ها و زیارتگاه‌های راهبان.
7. گردآوری نقشه‌ها، نمودارها و سایر سوابق دولتی.

«روجو» ها نه همزمان، بلکه به صورت چرخشی خدمت می‌کردند و هر کدام به مدت یک ماه در خدمت شوگون بودند و از طریق یک پیشکار به نام «سوبا-یونین» با شوگون در ارتباط بودند. با این حال، «روجو» ها همچنین به عنوان اعضای شورای «هیوجوشو» به همراه مه‌تسوکه یا اومه‌تسوکه و نمایندگان «بوگیو» های مختلف (کمیسیون‌ها یا ادارات) خدمت می‌کردند. به عنوان بخشی از «هیوجوشو»، «روجو» ها گاهی نقشی شبیه به یک «دیوان عالی ایفا می‌کردند و در مورد اختلافات جانشینی و سایر مسائل مورد اختلاف دولت و دست نشاندگان آن تصمیم می‌گرفتند.
در زمان سلطنت توکوگاوا تسونایوشی (۱۶۸۰–۱۷۰۹) «روجو» تقریباً تمام قدرت خود را از دست داد، زیرا شوگون شروع به همکاری نزدیک‌تر با «تایرو»، چمبرلین‌ها و دیگران، از جمله یاناگیساوا یوشی‌یاسو، که قدرت یک «تایرو» را داشتند، اما نه عنوان آن را، کرد. «روجو» چیزی بیش از پیام‌رسان‌ها نشد و وظایف خود را به عنوان واسطه بین شوگون و سایر مناصب انجام می‌دادند، اما قادر به اعمال هیچ قدرتی برای تغییر یا تصمیم‌گیری در مورد سیاست نبودند. همان‌طور که آرای هاکوسکی، شاعر و سیاستمدار بزرگ کنفوسیوسی آن زمان نوشت: «تمام کاری که روجو انجام می‌داد، انتقال دستورالعمل‌های [یوشیاسو] بود». حتی پس از مرگ تسونایوشی، «روجو» قدرت سابق خود را بازنیافت. با این حال، آنها به عنوان یک مقام دولتی و یک شورا، رسماً اگر نگوییم در واقع، با تمام اختیارات و مسئولیت‌هایی که در ابتدا در طول دوره ادو داشتند، به حیات خود ادامه دادند.

## فهرست روجوها
«هر صاحب منصب یک بار فهرست شده است. برخی ممکن است تحت چندین «شوگون» خدمت کرده باشند و در نتیجه دوره‌های متعدد، این فهرست ممکن است به‌طور کامل ترتیب تصدی منصب را منعکس نکند. به عنوان مثال، هوتتا ماسایوشی در سال‌های ۱۸۵۷–۵۸ پس از آبه ماساهیرو (۱۸۴۳–۵۷) خدمت کرد، اما پیش از آن نیز خدمت کرده و زودتر فهرست شده است؛ نام او پس از آبه نیز فهرست نشده است.»

### تحتتوکوگاوا ایه‌یاسو
- اوکوبو تاداچیکا (大久保忠隣)(۱۵۹۳–۱۶۱۴)
- اوکوبو ناگایاسو (大久保長安)(۱۶۰۰–۱۶۱۳)
- ساکاکیبارا یاسوماسا (榊原康政)(۱۶۰۰–۱۶۰۶)
- هوندا ماسانوبو (本多正信)(۱۶۰۰–۱۶۱۵)
- Naruse Masanari (成瀬正成)(۱۶۰۰–۱۶۱۶)
- Andō Naotsugu (安藤直次)(۱۶۰۰–۱۶۱۶)
- هوندا ماسازومی (本多正純)(۱۶۰۰–۱۶۲۲)
- Naitō Kiyonari (内藤清成)(۱۶۰۱–۱۶۰۶)
- Aoyama Tadanari (青山忠成)(۱۶۰۱–۱۶۰۶)

### تحتتوکوگاوا هیده‌تادا
- Aoyama Narishige (青山成重)(۱۶۰۸–۱۶۱۳)
- Sakai Tadatoshi (酒井忠利)(۱۶۰۹–۱۶۲۷)
- ساکای تادایو (酒井忠世)(۱۶۱۰–۱۶۳۴)
- دویی توشیکاتسو (土井利勝)(۱۶۱۰–۱۶۳۸)
- Andō Shigenobu (安藤重信)(۱۶۱۱–۱۶۲۱)
- Naitō Kiyotsugu (内藤清次)(۱۶۱۶–۱۶۱۷)
- Aoyama Tadatoshi (青山忠俊)(۱۶۱۶–۱۶۲۳)
- Inoue Masanari (井上正就)(۱۶۱۷–۱۶۲۸)
- Nagai Naomasa (永井尚政)(۱۶۲۲–۱۶۳۳)

### تحتتوکوگاوا ایه‌میتسو
- Abe Masatsugu (阿部正次)(۱۶۲۳–۱۶۲۶)
- اینابا ماساکاتسو (稲葉正勝)(۱۶۲۳–۱۶۳۴)
- Naitō Tadashige (内藤忠重)(۱۶۲۳–۱۶۳۳)
- ساکای تاداکاتسو (酒井忠勝)(۱۶۲۴–۱۶۳۸)
- Morikawa Shigetoshi (森川重俊)(۱۶۲۸–۱۶۳۲)
- Aoyama Yukinari (青山幸成)(۱۶۲۸–۱۶۳۳)
- ماتسودایرا نوبوتسونا (松平信綱)(۱۶۳۲–۱۶۶۲)
- Abe Tadaaki (阿部忠秋)(۱۶۳۳–۱۶۶۶)
- هوتتا ماساموری (堀田正盛)(۱۶۳۵–۱۶۵۱)
- Abe Shigetsugu (阿部重次)(۱۶۳۸–۱۶۵۱)
- Matsudaira Norinaga (松平乗寿)(۱۶۴۲–۱۶۵۴)

### تحتتوکوگاوا ایه‌تسونا
- ساکای تاداکیو (酒井忠清)(۱۶۵۳–۱۶۶۶)
- اینابا ماسانوری (稲葉正則)(۱۶۵۷–۱۶۸۱)
- Kuze Hiroyuki (久世広之)(۱۶۶۳–۱۶۷۹)
- ایتاکورا شیگه‌نوری (板倉重矩)(۱۶۶۵–۱۶۶۸, ۱۶۷۰–۱۶۷۳)
- Tsuchiya Kazunao (土屋数直)(۱۶۶۵–۱۶۷۹)
- Abe Masayoshi (阿部正能)(۱۶۷۳–۱۶۷۶)
- Ōkubo Tadatomo (大久保忠朝)(۱۶۷۷–۱۶۹۸)
- هوتتا ماساتوشی (堀田正俊)(۱۶۷۹–۱۶۸۱)
- Doi Toshifusa (土井利房)(۱۶۷۹–۱۶۸۱)
- Itakura Shigetane (板倉重種)(۱۶۸۰–۱۶۸۱)

### تحتتوکوگاوا تسونایوشی
- Toda Tadamasa (戸田忠昌)(۱۶۸۱–۱۶۹۹)
- Abe Masatake (阿部正武)(۱۶۸۱–۱۷۰۴)
- Matsudaira Nobuyuki (松平信之)(۱۶۸۵–۱۶۸۶)
- Tsuchiya Masanao (土屋政直)(۱۶۸۷–۱۷۱۸)
- Ogasawara Nagashige (小笠原長重)(۱۶۹۷–۱۷۰۵, ۱۷۰۹–۱۷۱۰)
- Akimoto Takatomo (秋元喬知)(۱۶۹۹–۱۷۰۷)
- اینابا ماساماچی (稲葉正往)(۱۷۰۱–۱۷۰۷)
- Honda Masanaga (本多正永)(۱۷۰۴–۱۷۱۱)
- Ōkubo Tadamasu (大久保忠増)(۱۷۰۵–۱۷۱۳)
- Inoue Masamine (井上正岑)(۱۷۰۵–۱۷۲۲)

### تحتتوکوگاوا ایه‌نوبووتوکوگاوا ایه‌تسوگو
- Abe Masataka (阿部正喬)(۱۷۱۱–۱۷۱۷)
- Kuze Shigeyuki (久世重之)(۱۷۱۳–۱۷۲۰)
- Matsudaira Nobutsune (松平信庸)(۱۷۱۴–۱۷۱۶)
- Toda Tadazane (戸田忠真)(۱۷۱۴–۱۷۲۹)

### تحتتوکوگاوا یوشیمونه
- میزونو تادایوکی (水野忠之)(۱۷۱۷–۱۷۳۰)
- Andō Nobutomo (安藤信友)(۱۷۲۲–۱۷۳۲)
- Matsudaira Norisato (松平乗邑)(۱۷۲۳–۱۷۴۵)
- Matsudaira Tadachika (松平忠周)(۱۷۲۴–۱۷۲۸)
- Ōkubo Tsuneharu (大久保常春)(۱۷۲۸)
- Sakai Tadaoto (酒井忠音)(۱۷۲۸–۱۷۳۵)
- Matsudaira Nobutoki (松平信祝)(۱۷۳۰–۱۷۴۴)
- Matsudaira Terusada (松平輝貞)(۱۷۳۰–۱۷۴۵)
- Kuroda Naokuni (黒田直邦)(۱۷۳۲–۱۷۳۵)
- Honda Tadanaga (本多忠良)(1734–1746).[۱]
- Toki Yoritoshi (土岐頼稔)(۱۷۴۲–۱۷۴۴)
- Sakai Tadazumi (酒井忠恭)(۱۷۴۴–۱۷۴۹)
- ماتسودایرا نوریکاتا (松平乗賢)(۱۷۴۵–۱۷۴۶)
- Hotta Masasuke (堀田正亮)(۱۷۴۵–۱۷۶۱)

### تحتتوکوگاوا ایه‌شیگه
- Nishio Tadanao (西尾忠尚)(۱۷۴۶–۱۷۶۰)
- Honda Masayoshi (本多正珍)(۱۷۴۶–۱۷۵۸)
- Matsudaira Takechika (松平武元)(۱۷۴۶–۱۷۷۹)
- Sakai Tadayori (酒井忠寄)(۱۷۴۹–۱۷۶۴)
- Matsudaira Terutaka (松平輝高)(۱۷۵۸–۱۷۸۱)
- Inoue Masatsune (井上正経)(۱۷۶۰–۱۷۶۳)
- Akimoto Sumitomo (秋元凉朝)(۱۷۴۷–۱۷۶۴, ۱۷۶۵–۱۷۶۷)

### تحتتوکوگاوا ایه‌هارو
- Matsudaira Yasutoshi (松平康福)(۱۷۶۲–۱۷۸۸)
- Abe Masasuke (阿部正右)(۱۷۶۴–۱۷۶۹)
- Itakura Katsukiyo (板倉勝清)(۱۷۶۹–۱۷۸۰)
- تانوما اوکیتسوگو (田沼意次)(۱۷۶۹–۱۷۸۶)
- Abe Masachika (阿部正允)(۱۷۸۰)
- Kuze Hiroakira (久世広明)(۱۷۸۱–۱۷۸۵)
- Mizuno Tadatomo (水野忠友)(۱۷۸۱–۱۷۸۸, ۱۷۹۶–۱۸۰۲)
- Torii Tadaoki (鳥居忠意)(۱۷۸۱–۱۷۹۳)
- Makino Sadanaga (牧野貞長)(۱۷۸۴–۱۷۹۰)

### تحتتوکوگاوا ایه‌ناری
- Abe Masatomo (阿部正倫)(۱۷۸۷–۱۷۸۸)
- ماتسودایرا سادانوبو (松平定信)(۱۷۸۷–۱۷۹۳)
- Matsudaira Nobuakira (松平信明)(۱۷۸۸–۱۸۰۳, ۱۸۰۶–۱۸۱۷)
- Matsudaira Norisada (松平乗完)(۱۷۸۹–۱۷۹۳)
- Honda Tadakazu (本多忠籌)(۱۷۹۰–۱۷۹۸)
- Toda Ujinori (戸田氏教)(۱۷۹۰–۱۸۰۶)
- Ōta Sukeyoshi (太田資愛)(۱۷۹۳–۱۸۰۱)
- Andō Nobunari (安藤信成)(۱۷۹۳–۱۸۱۰)
- Makino Tadakiyo (牧野忠精)(۱۸۰۱–۱۸۱۶, ۱۸۲۸–۱۸۳۱)
- Doi Toshiatsu (土井利厚)(۱۸۰۲–۱۸۲۲)
- Aoyama Tadahiro (青山忠裕)(۱۸۰۴–۱۸۳۵)
- Matsudaira Noriyasu (松平乗保)(۱۸۱۰–۱۸۲۶)
- Sakai Tadayuki (酒井忠進)(۱۸۱۵–۱۸۲۸)
- Mizuno Tadanari (水野忠成)(۱۸۱۷–۱۸۳۴)
- Abe Masakiyo (阿部正精)(۱۸۱۷–۱۸۲۳)
- Ōkubo Tadazane (大久保忠真)(۱۸۱۸–۱۸۳۷)
- Matsudaira Norihiro (松平乗寛)(۱۸۲۲–۱۸۳۹)
- Matsudaira Terunobu (松平輝延)(۱۸۲۳–۱۸۲۵)
- Uemura Ienaga (植村家長)(۱۸۲۵–۱۸۲۸)
- Matsudaira Yasutō (松平康任)(۱۸۲۶–۱۸۳۵)
- میزونو تاداکونی (水野忠邦)(۱۸۲۸–۱۸۴۳, ۱۸۴۴–۱۸۴۵)
- Matsudaira Muneakira (松平宗発)(۱۸۳۱–۱۸۴۰)
- Ōta Sukemoto (太田資始)(۱۸۳۴–۱۸۴۱, ۱۸۵۸–۱۸۵۹, ۱۸۶۳)
- Wakisaka Yasutada (脇坂安董)(۱۸۳۶–۱۸۴۱)
- Matsudaira Nobuyori (松平信順)(۱۸۳۷)
- هوتتا ماسایوشی (堀田正睦)(۱۸۳۷–۱۸۴۳, ۱۸۵۵–۱۸۵۸)

### تحتتوکوگاوا ایه‌یوشی
- دوی توشیتسورا (土井利位)(۱۸۳۸–۱۸۴۴)
- Inoue Masaharu (井上正春)(۱۸۴۰–۱۸۴۳)
- مانابه آکیکاتسو (間部詮勝)(۱۸۴۰–۱۸۴۳, ۱۸۵۸–۱۸۵۹)
- Sanada Yukitsura (真田幸貫)(۱۸۴۱–۱۸۴۴)
- Hori Chikashige (堀親寚)(۱۸۴۳–۱۸۴۵)
- Toda Tadaharu (戸田忠温)(۱۸۴۳–۱۸۵۱)
- Makino Tadamasa (牧野忠雅)(۱۸۴۳–۱۸۵۷)
- آبه ماساهیرو (阿部正弘)(۱۸۴۳–۱۸۵۷)
- Aoyama Tadanaga (青山忠良)(۱۸۴۴–۱۸۴۸)
- Matsudaira Noriyasu (松平乗全)(۱۸۴۵–۱۸۵۵, ۱۸۵۸–۱۸۶۰)
- Matsudaira Tadakata (松平忠優)(۱۸۴۸–۱۸۵۵, ۱۸۵۷–۱۸۵۸)
- کوزه هیروچیکا (久世広周)(۱۸۵۱–۱۸۵۸, ۱۸۶۰–۱۸۶۲)
- Naitō Nobuchika (内藤信親)(۱۸۵۱–۱۸۶۲)

### تحتتوکوگاوا ایه‌سادا
- واکیساکا یوسونوری (脇坂安宅)(۱۸۵۷–۱۸۶۰, ۱۸۶۲)

### تحتتوکوگاوا ایه‌موچیوتوکوگاوا یوشینوبو
- آندو نوبوماسا (安藤信正)(۱۸۶۰–۱۸۶۲)
- هوندا تاداموتو (本多忠民)(۱۸۶۰–۱۸۶۲, ۱۸۶۴–۱۸۶۵)
- ماتسودایرا نوبویوشی (松平信義)(۱۸۶۰–۱۸۶۳)
- اوگاساوارا ناگامیچی (小笠原長行)(۱۸۶۲–۱۸۶۳, ۱۸۶۵, ۱۸۶۶–۱۸۶۸)
- ایتاکورا کاتسوکیو (板倉勝静)(۱۸۶۲–۱۸۶۴, ۱۸۶۵–۱۸۶۸)
- اینوئه ماسانائو (井上正直)(۱۸۶۲–۱۸۶۴)
- میزونو تاداکیو (水野忠精)(۱۸۶۲–۱۸۶۶)
- ساکای تاداشیگه (酒井忠績)(۱۸۶۳–۱۸۶۴)
- آریما میچیزومی (有馬道純)(۱۸۶۳–۱۸۶۴)
- ماکینو تادایوکی (牧野忠恭)(۱۸۶۳–۱۸۶۵)
- ماتسومائه تاکاهیرو (松前崇広)(۱۸۶۴–۱۸۶۵)
- آبه ماساتو (阿部正外)(۱۸۶۴–۱۸۶۵)
- سووا تاداماسا (諏訪忠誠)(۱۸۶۴–۱۸۶۵)
- اینابا ماساکونی (稲葉正邦)(۱۸۶۴–۱۸۶۵, ۱۸۶۶–۱۸۶۸)
- ماتسودایرا مونه‌هیده (松平宗秀)(۱۸۶۴–۱۸۶۶)
- اینوئه ماسانائو (井上正直)(۱۸۶۵–۱۸۶۷)
- ماتسودایرا یاسوهیده (松平康英)(۱۸۶۵–۱۸۶۸)
- میزونو تادانوبو (水野忠誠)(۱۸۶۶)
- ماتسودایرا نوریکاتا (松平乗謨)(۱۸۶۶–۱۸۶۸)
- اینابا ماسامی (稲葉正巳)(۱۸۶۶–۱۸۶۸)
- ماتسودایرا ساداآکی (松平定昭)(۱۸۶۷)
- اوکوچی ماساتادا (大河内正質)(۱۸۶۷–۱۸۶۸)
- ساکای تاداتو (酒井忠惇)(۱۸۶۷–۱۸۶۸)
- تاچیبانا تانه‌یوکی (立花種恭)(۱۸۶۸)